# آیاکا تاکاهاشی
آیاکا تاکاهاشی (انگلیسی: Ayaka Takahashi؛ زادهٔ ۱۹ آوریل ۱۹۹۰) بدمینتون‌باز اهل ژاپن است.